# NGC 7771
NGC 7771 é uma galáxia espiral barrada (SBa) localizada na direcção da constelação de Pegasus. Possui uma declinação de +20° 06' 44" e uma ascensão recta de 23 horas, 51 minutos e 24,6 segundos.
A galáxia NGC 7771 foi descoberta em 18 de Setembro de 1784 por William Herschel.